# Spartaco Beltrand
Spartaco Beltrand (Cuneo, 4 novembre 1905 – 22 dicembre 1974) è stato un politico italiano, senatore nella I legislatura con Unità Socialista, aderì successivamente al PSDI.

## Biografia
Avvocato, attivo antifascista, fondò a Cuneo con Dino Giacosa e Antonino Repaci la sezione locale del Movimento Federalista Europeo, movimento politico creato da Altiero Spinelli nel 1943.
Venne eletto al Senato nella I legislatura al Senato con la lista Unità Socialista, aderì successivamente al Partito Socialista Democratico Italiano, che rappresentò a Palazzo Madama fino al 1953.
Morì all'età di 69 anni il 22 dicembre 1974.